# Герб Більська Підляського
Герб Більська Підляського євляє собою білий щит, на якому червоний тур. 
Герб була даний місту на межі XV і XVI століття королем Олександром Ягеллончиком. За описом, герб повинен містити тура. 
Тур був поставлений під сумнів у 1987 році художниками із художньої студії у Білостоці, яким було доручено міською радою Більська Підляського розробити герб для вежі ратуші. Художники відмовилися виготовити герб на основі представленого зображення, аргументуючи це тим, що тварина на малюнку - це не тур. Натомість вони розробили власний дизайн із зубром, який прикрашає вежу ратуші донині. Так було створено дві версії міського герба. Побічним ефектом справи є помилка в «Herbarzu miast polskich» авторства А. Плевако та Й. Ванага, які, не отримавши від ради міста зображення герба, опублікували версію із зубром, яку в остаточному підсумку відхилили, надаючи неправдиву інформацію про те, що такий герб «остаточно сформувався у ХІХ столітті».  
Після отримання згоди Геральдико-вексилологічного інституту у Варшаві міська рада Більська Підляського Постановою №XXV/149/00 від 30 жовтня 2000 року вирішила, що на гербі міста Більська Підляського є зображення стоячого тура, поверненого геральдично праворуч, з головою трохи повернутою в бік глядача. Червоний силует тура розміщений на білому щиті. 

## бібліографія
- Розроблений на сайті ZS3 від Більська Підляського